# Bill Russell
Vous lisez un « article de qualité » labellisé en 2012.
Pour les articles homonymes, voir William Russell et Russell.
William Felton Russell, dit Bill Russell, né le 12 février 1934 à Monroe (Louisiane) et mort le 31 juillet 2022 à Mercer Island (Washington), est un joueur de basket-ball professionnel américain ayant évolué au poste de pivot pour les Celtics de Boston en National Basketball Association (NBA) de 1956 à 1969. Sa rivalité avec Wilt Chamberlain est l'une des plus célèbres de l'histoire de la NBA.
Cinq fois vainqueur du trophée du meilleur joueur de la NBA et douze fois sélectionné au All Star Game, Bill Russell est la pierre angulaire de l'équipe des Celtics de Boston qui remporte onze titres NBA en treize ans. Avec Henri Richard, le joueur de hockey sur glace des Canadiens de Montréal, il détient le record de titres dans une ligue nord-américaine de sport. Avant de passer professionnel, Bill Russell mène l'équipe de l'université de San Francisco à deux titres nationaux en 1955 et 1956. Il gagne également la médaille d'or aux Jeux olympiques de 1956 en tant que capitaine de l'équipe américaine de basket-ball.
Bill Russell est considéré comme le meilleur défenseur de l'histoire de la NBA. Ses qualités au contre et en défense individuelle sont les principales raisons du succès des Celtics. Il est également reconnu pour ses capacités au rebond. Il est le meilleur rebondeur de la NBA à quatre reprises et capte un total de 21 620 rebonds dans sa carrière. Avec Wilt Chamberlain, il est l'un des deux seuls joueurs de NBA à avoir attrapé plus de cinquante rebonds en un seul match. Bien qu'il n'ait jamais été le leader de l'attaque des Celtics de Boston, Bill Russell inscrit 14 522 points dans sa carrière et s'avère efficace dans le jeu de passe.
Dans le sillage des pionniers comme Earl Lloyd, Chuck Cooper et Ray Felix, il est le premier joueur afro-américain à atteindre le statut de « superstar » dans la ligue. Pendant trois ans, de 1966 à 1969, il endosse également le rôle d'entraîneur-joueur pour les Celtics de Boston, devenant par la même occasion le premier afro-américain à entraîner dans une grande ligue américaine de sport. Durant sa carrière, Bill Russell doit souvent faire face au racisme : beaucoup de fans à Boston boudent les Celtics de Boston lorsqu'il rejoint l'équipe et la presse locale lui montre peu de soutien. Quand il prend sa retraite, Bill Russell quitte Boston amer même si ses relations avec la ville se sont améliorées au cours des dernières années.
Bill Russell est membre du Basketball Hall of Fame depuis 1975, du National Collegiate Basketball Hall of Fame depuis 2006 et du FIBA Hall of Fame depuis 2007. Il est nommé parmi les meilleurs joueurs du cinquantenaire de la NBA en 1996. Le trophée du meilleur joueur des Finales NBA porte son nom depuis 2009. Après son décès, la NBA fera un geste historique en retirant son légendaire numéro 6 a travers toute la ligue en guise d'hommage, c'est le seul joueur à ce jour en NBA qui a eu ce privilège.

## Biographie

### Sa jeunesse
Bill Russell, fils de Charles et Katie Russell, naît le 12 février 1934 à Monroe, dans l'État de Louisiane, aux États-Unis. Dans cet État du Sud, le racisme est encore très présent dans les années 1940 et 1950 et sa famille en souffre. Par exemple, un jour, à une station essence, son père se voit refuser d'être servi tant que tous les clients blancs n'ont pas été servis. Quand il décide de partir pour trouver une autre station, le pompiste l'oblige à rester et à attendre son tour en le menaçant avec un fusil. Sa mère n'est pas non plus épargnée : elle déclare être prise à partie par le shérif local qui lui reproche de porter « des vêtements de blanche » et lui demande d'aller se changer. En raison de ces brimades racistes répétées, la famille Russell déménage à Oakland, en Californie, quand le jeune garçon est âgé de 8 ans. Là-bas, il connaît la pauvreté et grandit dans un quartier défavorisé.
Son père est décrit comme un « homme dur », initialement concierge dans une usine de papier. Peu payé et intellectuellement peu stimulant, son travail est un « job de nègre ». Il devient plus tard camionneur lorsque la Seconde Guerre mondiale éclate. Plus proche de sa mère que de son père, Bill Russell est traumatisé lorsque celle-ci meurt subitement alors qu'il n'a que 12 ans. Son père abandonne alors son emploi de chauffeur routier pour un emploi dans une aciérie afin de se rapprocher de ses enfants devenus semi-orphelins. Bill Russell déclare que son père devient alors son héros d'enfance.
Tout jeune, Bill Russell a du mal à maîtriser les fondamentaux du basket-ball. Il n'est même pas retenu dans l'équipe de son collège alors qu'il est un excellent coureur et sauteur en hauteur. Il joue à peine avec l'équipe lors de sa première année de lycée à la McClymonds High School. C'est uniquement lors de ses 2e et 3e année dans l'établissement qu'il commence à se révéler. À cette époque, il rencontre George Mikan, la superstar des Lakers de Minneapolis, ce qui l'incite à persévérer. Bill Russell se fait rapidement remarquer pour son style inhabituel en défense. Plus tard, il explique : « Pour jouer une bonne défense... il était dit à l'époque que tu devais rester pieds à plat en tout temps pour réagir rapidement. Quand j'ai commencé à sauter pour faire des jeux défensifs et à bloquer les tirs, j'ai d'abord été corrigé, mais j'ai insisté, et ça a payé ».

### Sa carrière universitaire

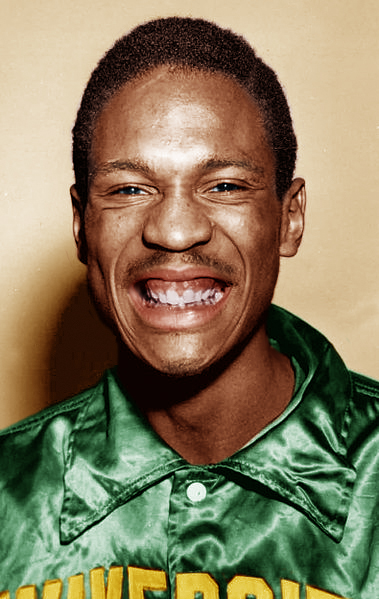
Bill Russell, membre de l'équipe des Dons de San Francisco (vers 1954–56).

Bill Russell est ignoré par les recruteurs universitaires et ne reçoit pas une seule offre jusqu'à ce que Hal DeJulio de l'université de San Francisco (USF) assiste à un match de l'équipe de son lycée. Malgré son faible nombre de points marqués et ses « fondamentaux atroces », Hal DeJulio sent chez le jeune Bill Russell un instinct extraordinaire pour le jeu, en particulier dans les situations cruciales. Il lui offre donc une bourse que Bill Russell accepte avec enthousiasme. C'est un tournant dans la vie du jeune homme qui se rend compte que le basket-ball est sa seule chance d'échapper à la pauvreté et au racisme. En conséquence, il jure de tirer le meilleur parti de son talent.
Bill Russell intègre donc l'équipe des Dons de San Francisco, entraînée par Phil Woolpert en 1953. Ce dernier devient en 1954 le premier entraîneur d'une équipe de basket-ball amateur à aligner trois joueurs noirs : Hal Perry, K. C. Jones et Bill Russell,. Mais Bill Russell et ses coéquipiers afro-américains deviennent la cible de moqueries racistes, provenant aussi bien des supporters des équipes adverses que des supporters de l'université. Pire, lors d'un tournoi à Oklahoma City en 1954, les hôtels refusent d'héberger les joueurs noirs. En signe de protestation, toute l'équipe décide de dormir dans un dortoir universitaire laissé vacant pendant les vacances, expérience qui renforce l'esprit de camaraderie du groupe. Des années plus tard, Bill Russell expliquera que ces expériences l'ont rendu plus fort : « Je ne me suis jamais permis d'être une victime ». En revanche, sur le terrain, tout est beaucoup plus plaisant pour Bill Russell puisqu'il mène les Dons de San Francisco à deux titres de championnat universitaire NCAA en 1955 et 1956, avec une impressionnante série de 55 victoires consécutives. En 1955, Bill Russell est nommé Meilleur joueur du tournoi NCAA (Most Outstanding Player) et en 1956 UPI Player of the Year. Durant ces deux années, il est nommé Helms Foundation Player of the Year et fait partie du Consensus All-America First Team,.
Durant les années passées à l'USF, Bill Russell utilise son manque relatif de corpulence pour développer un style unique de défense : au lieu de marquer uniquement le pivot adverse, il utilise sa rapidité et sa vitesse pour apporter son aide à ses coéquipiers face aux ailiers et rendre leurs tirs plus difficiles. Il devient célèbre pour sa défense de fer ainsi que ses qualités de contreur, enregistrant jusqu'à treize contres dans le même match. Russell devient la pièce maîtresse d'une équipe de l'USF qui devient rapidement une référence dans le monde du basket-ball universitaire. Le magazine sportif Sports Illustrated écrit alors : « Si Russell apprend un jour à marquer des paniers, il va falloir réécrire les règles du basket-ball ». L'entraîneur des Bruins de l'UCLA, John Wooden, qualifie Bill Russell de « plus grand défenseur qu'il ait jamais vu ». Au cours de sa carrière universitaire, il enregistre une moyenne de 20,7 points et 20,3 rebonds par match. Sa domination est telle que la National Collegiate Athletic Association (NCAA) doit instituer plusieurs règles connues sous le nom de « Russell Rules » (les règles de Russell). À partir de la saison 1956, la largeur de la raquette passe de 6 à 12 pieds. Cette règle oblige les pivots à jouer plus loin du panier. Une autre règle est créée en réponse au jeu de Bill Russell (et de son rival Wilt Chamberlain) : elle interdit de toucher le ballon dans sa phase descendante en attaque (offensive goaltending). En effet, il est devenu facile pour les pivots de grande taille de bloquer le ballon juste avant qu'il ne rentre dans le panier.
Outre le basket, Bill Russell représente l'USF dans des épreuves d'athlétisme. Il participe à la course sur 440 yards (402 m) qu'il court en 49 secondes 6 dixièmes et aux épreuves de saut en hauteur. Au classement annuel de Track and Field News, il termine l'année 1956 avec la septième meilleure performance mondiale. Cette même année, Bill Russell remporte les épreuves de saut en hauteur lors des compétitions de l'Association des universités américaines (AUA) de Californie centrale, de l'AUA Pacifique et des relais de la côte Ouest où il réalise l'une de ses meilleures performances en franchissant la marque de 6 pieds 9 pouces ¼ (2,06 m).
Après ses années à l'USF, les Globetrotters de Harlem invitent Bill Russell à rejoindre leur équipe de basket-ball de démonstration. Bill Russell, sensible à tout préjugé racial, est furieux lorsque le propriétaire de l'équipe, Abe Saperstein, ne souhaite discuter qu'avec son entraîneur Phil Woolpert. Lors d'une réunion où Bill Russel est présent, Harry Hanna, l'entraîneur adjoint des Globetrotters de Harlem, essaye de le divertir avec des plaisanteries pendant que Abe Saperstein s'entretient avec Phil Woolpert. Le pivot de l'USF est livide après cette rebuffade et décline l'offre : il estime que si Abe Saperstein est trop intelligent pour parler avec lui, alors lui est trop intelligent pour jouer dans l'équipe. Du coup, Bill Russell se rend éligible pour la draft NBA de 1956,.

### Draft de la NBA de 1956

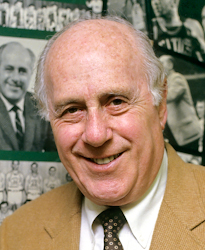
Red Auerbach récupère Bill Russell en échange de Ed Macauley et de Cliff Hagan.

Red Auerbach, l'entraîneur des Celtics de Boston, est alerté sur les qualités de Bill Russell par son ancien entraîneur d'université, Bill Reinhart. Celui-ci lui assure que ses qualités aux rebonds et aux contres peuvent combler les carences de son équipe dans ces deux secteurs de jeu. Il s'agit d'un réel pari pour Red Auerbach. En effet, à cette époque, la valeur d'un joueur se mesure d'abord à ses qualités offensives, la défense n'étant que secondaire.
Toutefois, les Celtics de Boston ayant terminé deuxièmes lors de la saison précédente, il ne possèdent que le septième choix lors de la draft NBA 1956, ce qui s'annonce insuffisant pour avoir la possibilité de recruter le pivot des Dons.
Red Auerbach sait que les Royals de Rochester, qui disposent du premier choix du repêchage, comptent déjà dans leurs rangs un jeune rebondeur prometteur, Maurice Stokes ; de plus, ils ne souhaitent pas payer à Bill Russell la prime de 25 000 dollars que celui-ci exige. Red Auerbach contacte son ancien patron Ben Kerner, le propriétaire des Hawks de Saint Louis. Après plusieurs négociations, il accepte d'échanger contre Bill Russell son pivot Ed Macauley, six fois sélectionné au All Star, et le futur rookie Cliff Hagan, sélectionné lors de la draft 1953 et qui doit débuter en National Basketball Association (NBA) lors de la saison suivante après avoir servi pendant deux ans dans l'armée.
Lors de cette draft, Red Auerbach utilise son choix de repêchage « géographique » pour retenir le talentueux ailier Tom Heinsohn. Les Celtics de Boston obtiennent également K. C. Jones, ancien coéquipier de Bill Russell à l'université de San Francisco (USF). C'est ainsi qu'en une soirée, les Celtics de Boston parviennent à obtenir trois futurs membres du Basketball Hall Of Fame (qui deviendront même tous les trois champions de NBA en tant qu'entraîneurs) : Bill Russell, K. C. Jones et Tom Heinsohn.

### Les Jeux olympiques 1956
Avant de rejoindre la National Basketball Association (NBA) comme rookie, Bill Russell est nommé capitaine de l'équipe nationale américaine qui dispute les Jeux olympiques de 1956 à Melbourne. Bill Russell a la possibilité de faire l'impasse sur la compétition et de se consacrer à la préparation de sa saison avec les Celtics de Boston. Avery Brundage, président du Comité international olympique, fait valoir que Bill Russell ayant déjà signé un contrat professionnel n'est plus un amateur. Déterminé à participer au tournoi olympique, Bill Russell démontre que son contrat professionnel ne prend effet qu'après les Jeux. Plus tard, il expliquera qu'il avait envisagé de concourir à l'épreuve de saut en hauteur s'il n'avait pas été retenu dans l'équipe de basket-ball.
Sous la direction de l'entraîneur Gerald Tucker, Bill Russell participe au succès de l'équipe des États-Unis qui ramène la médaille d'or, battant l'équipe d'Union soviétique 89-55 en finale, après l'avoir déjà battue en poule 85-55. La sélection américaine domine la compétition, gagnant ses matchs avec un écart de 53,5 points en moyenne. Bill Russell est le meilleur marqueur de l'équipe avec 14,1 points par match. K. C. Jones, qui commence sa carrière en NBA avec les Celtics de Boston en même temps que Bill Russell, fait également partie de l'équipe, marquant 10,9 points par match.

### Carrière professionnelle

#### 1956-1959

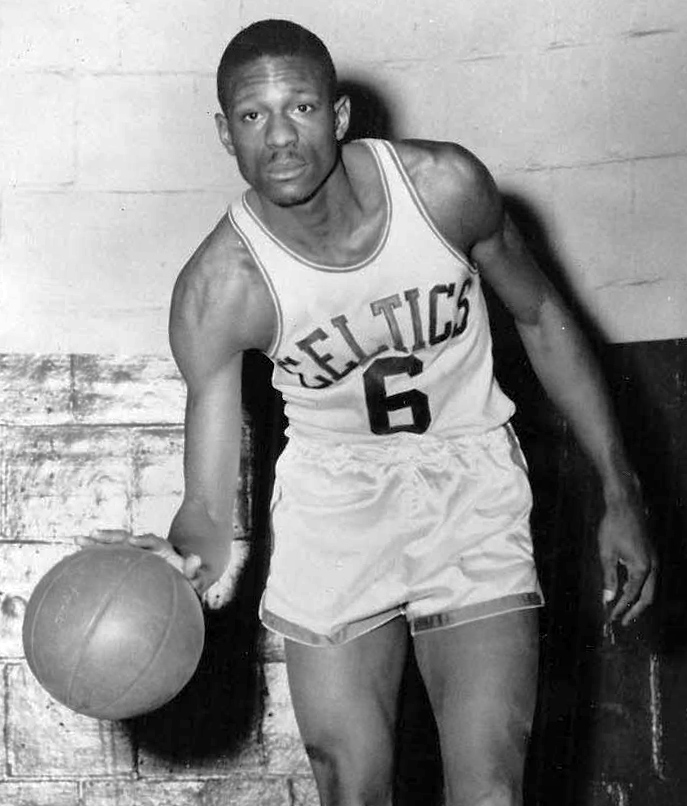
Bill Russell posant avec le maillot des Celtics de Boston (vers 1960).

En raison des Jeux olympiques, Russell manque le début de sa première saison de la NBA et il ne rejoint les Celtics de Boston qu'au mois de décembre. Cette première année voit Bill Russell marquer 14,7 points de moyenne en 48 matchs. En outre, il s'impose déjà comme le meilleur rebondeur de la ligue avec 19,6 rebonds par match. Toutefois, c'est son coéquipier Tom Heinsohn qui est désigné meilleur débutant de la ligue : il dispute 72 rencontres de phase régulières, pour un temps de jeu de près de 30 minutes et des statistiques de 16,2 points, 9,8 rebonds et 1,6 passe contre 14,7 points, 19,6 rebonds et 1,8 passe en un peu plus de 35 minutes à Russell, mais avec 24 rencontres de moins. Lors de cette saison, l'équipe des Boston Celtics possède dans ses rangs cinq futurs membres du Hall of Fame : le pivot Bill Russell, les ailiers Tom Heinsohn et Jim Loscutoff, les arrières Bill Sharman et Bob Cousy et l'ailier Frank Ramsey qui est remplaçant ; K.C. Jones qui effectue son service militaire, ne rejoint les Celtics qu'en 1958.
Lors des saisons précédentes, les Celtics avaient présenté de bonnes dispositions en attaque mais manquaient de rigueur en défense pour remporter les matchs serrés. Avec la présence défensive de Bill Russell, ils peuvent finalement poser les fondations de ce qui deviendra l'une des plus grandes équipes de basket-ball de tous les temps. L'équipe est très impliquée en défense, forçant ses adversaires à perdre des ballons, synonymes de paniers faciles en contre-attaque. Cette approche du jeu leur permet de terminer la saison régulière avec un bilan de 44 victoires et 28 défaites, la première place division Est et même de toute la NBA. Il s'agit du deuxième meilleur bilan de l'équipe derrière leur toute première saison 1946-1947 dans la BAA. Grâce à leur première place de la division sur la saison, les Celtics jouent directement la finale de division lors des playoffs ; ils y rencontrent les Syracuse Nationals et leur joueur vedette Dolph Schayes, futur Hall-of-Famer. Lors du premier match de la série, le 31 mars 1957 Russell réalise un des meilleurs matchs de sa carrière. Il totalise 16 points et 31 rebonds, ainsi que 7 contres,. Après la victoire convaincante des Celtics (108-89), Schayes déclare en plaisantant : « Combien gagne ce type ? Il faudrait qu'on lui paie son salaire sur les cinq prochaines années pour qu'il nous laisse tranquille jusqu'à la fin de la série ». Les Celtics éliminent les Syracuse Nationals en trois matchs et se qualifient pour la finale NBA.

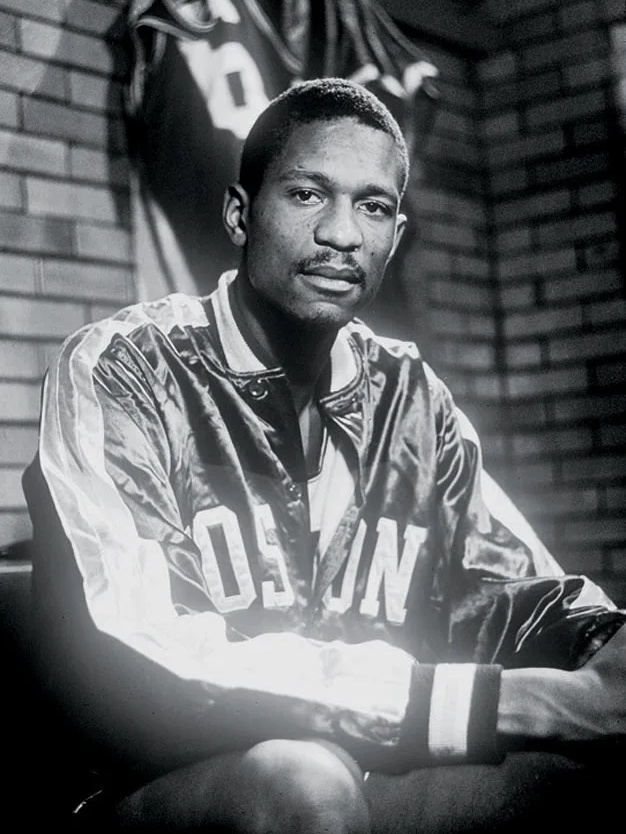
Bill Russell photographié avec une veste des Celtics de Boston (1957).

En finale des playoffs, les Celtics sont opposés aux Hawks de Saint-Louis qui possèdent dans leurs rangs l'ailier Bob Pettit et l'ancien joueur des Celtics Macauley. Après les six premiers matchs de la série, les deux équipes ne se sont toujours pas départagées et comptent chacune trois victoires. Le sort de la finale se décide lors d'un septième et dernier match, le 13 avril 1957. C'est lors de ce match que Russell réalise une action décisive, rentrée dans la légende sous le nom du « Coleman Play ». À 40 secondes de la fin du match, l'arrière des Hawks, Jack Coleman, capte une passe de contre-attaque au milieu du terrain et file droit au panier. Russell, en sprintant depuis l'autre bout du terrain, réalise un retour désespéré et contre le tir de Coleman qui aurait donné trois points d’avance à son équipe. Il conserve le ballon et marque le panier qui donne un avantage de 102 à 101 aux Celtics,. Après une égalisation des Hawks à 103 partout par Bob Pettit, le match est finalement remporté par les Celtics 125-123 après deux prolongations. Il s'agit du premier titre NBA pour les Celtics.
Lors de sa deuxième saison, Russell réalise une moyenne de 16,6 points et 22,7 rebonds par match et est par la même occasion le meilleur rebondeur de la ligue. Fait étonnant, Russell est nommé meilleur joueur de la NBA alors qu'il n'a été élu que dans la deuxième meilleure équipe de la ligue,. Cette situation s'est reproduite plusieurs fois dans sa carrière. La NBA explique que d'autres pivots NBA sont plus complets que lui mais que Russell est bien le joueur le plus précieux pour son équipe. Pour la deuxième année consécutive, les Celtics affichent le meilleur bilan lors de la saison régulière. Ils dominent les finales de la conférence Est et se qualifient pour la finale NBA. L'adversaire de la franchise de Boston est, comme l'année précédente, les Hawks de Saint-Louis. Les équipes se partagent les deux premiers matchs mais lors du troisième match, Russell se blesse à la cheville. Il est absent lors des deux matchs suivants, puis fait son retour lors du sixième match de la série. Emmenés par une paire d'intérieurs Macauley-Pettit, les Hawks et leur entraîneur Alex Hannum remportent le titre NBA en six matchs,.
Lors de la saison 1958-1959, Russell continue à faire l'étalage de son talent avec 16,7 points et 23,0 rebonds de moyenne par match. Cette saison marque le début d'une des plus grosses performances au rebond de tous les temps : sur les sept années suivantes Russell capte à chaque fois plus de 23 rebonds de moyenne. Les Celtics battent le record du nombre de victoires avec 52 succès et Russell emmène l'équipe jusqu'en finale de la NBA. La finale de 1959 permet aux Celtics de reconquérir leur couronne, en balayant les Lakers de Minneapolis quatre victoires à zéro. L'entraîneur des Lakers, John Kundla, loue la performance de Russell : « Nous ne craignons pas les Celtics sans Bill Russell. Faites-le sortir et nous pouvons les battre... C'est lui qui nous a battu psychologiquement ».

#### 1959-1966

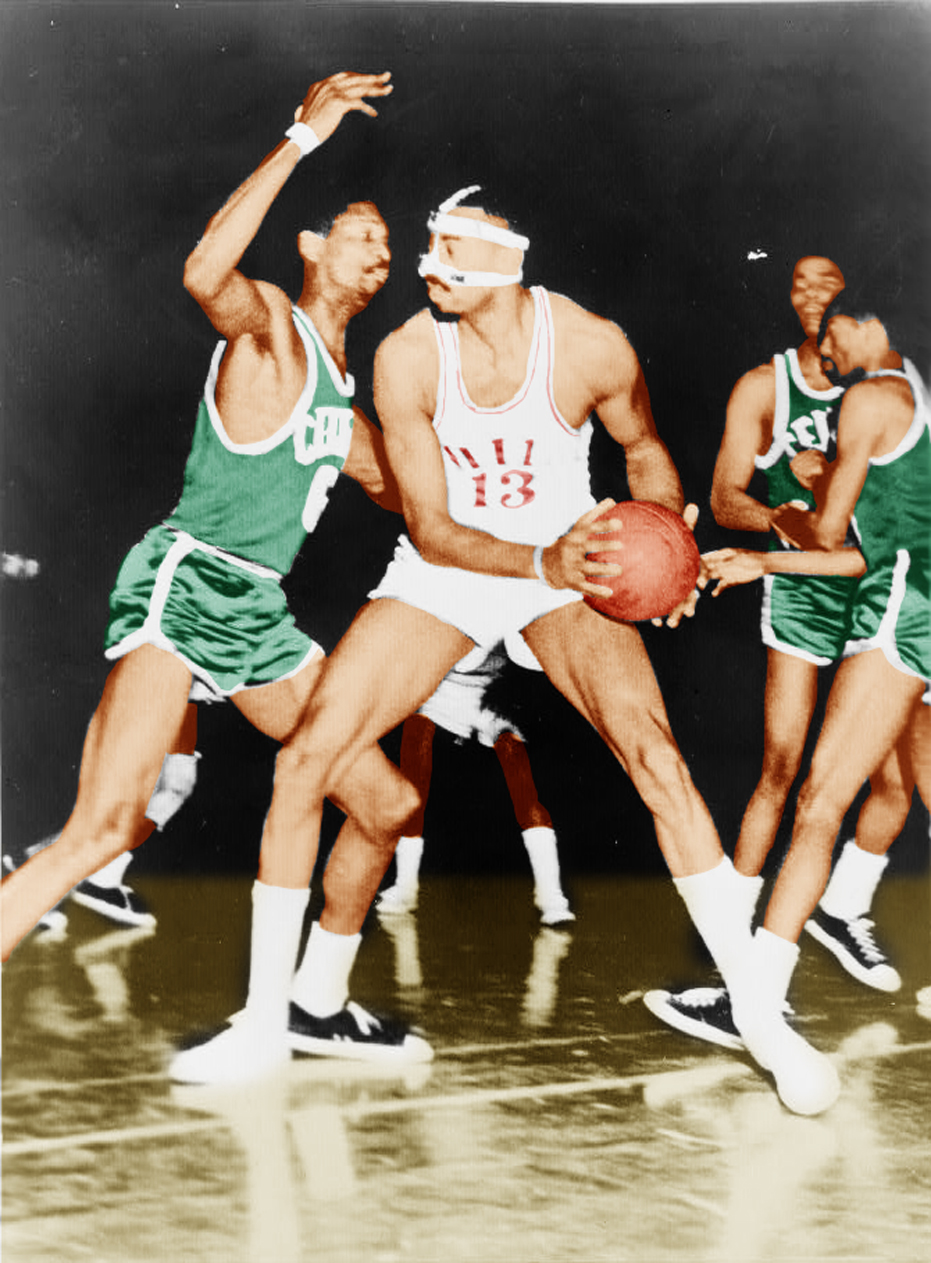
Bill Russell en défense face à son grand rival Wilt Chamberlain (1966).

La saison 1959-60 marque les débuts dans la NBA du pivot légendaire des Warriors de Philadelphia Wilt Chamberlain. Lors de cette saison, les Celtics de Russell remportent 59 matchs, dont une série de 17 consécutifs, et rencontrent les Warriors de Chamberlain en finale de la conférence Est. Chamberlain marque plus de points que Russell mais les Celtics remportent la série 4-2. En finale, les Celtics battent les Hawks 4-3 et empochent un nouveau titre de champions de la NBA. Russell capte 40 rebonds au deuxième match, puis enregistre 22 points et 35 rebonds lors de la septième rencontre décisive qui voit la victoire des Celtics sur le score de 122 à 103,.
La saison NBA 1960-61 est encore une bonne année pour Bill Russell qui enregistre une moyenne de 16,9 points et 23,9 rebonds par match. Son équipe termine la saison régulière avec un bilan de 57 victoires pour 22 défaites, lui assurant une nouvelle participation aux playoffs. Les Celtics battent les Nationals de Syracuse en finale de la Conférence Est, quatre manches à une avant de remporter un nouveau titre en battant en finale de la NBA les Hawks de Saint-Louis sur le score de 4 à 1.
Lors de la saison NBA 1961-62, Russell réalise sa meilleure année sur le plan offensif avec 18,9 points, accompagnés de 23,6 rebonds. Il figure en troisième position des pronostics pour le titre de meilleur joueur de la NBA, derrière Wilt Chamberlain – qui établit de nouveaux records avec une saison à 50,4 points de moyenne et le record de points sur une rencontre avec 100 points et est le meilleur rebondeur de la ligue avec une moyenne de 25,6 prises par match – et Oscar Robertson – qui réussit le seul triple-double de moyenne sur une saison de toute l'histoire de la NBA (jusqu'à Russell Westbrook lors des saisons 2016-2017 et 2017-2018).
Toutefois, malgré les saisons exceptionnelles de ces deux joueurs, il obtient le titre de MVP, obtenant 297 points sur 425 possibles,. Les Celtics deviennent la première équipe à gagner 60 matchs en une saison et remportent leur quatrième titre lors de la finale NBA 1962 en battant les Lakers de Los Angeles lors du septième match. Au cours de cette dernière partie remportée par les Celtics sur le score de 122 à 108, Russell est décisif : il marque 30 points et capte 40 rebonds,.
Lors de la saison NBA 1962-63, les Celtics sont à nouveau portés à bout de bras par le natif de Monroe. Celui-ci réalise une saison pleine en remportant son quatrième titre de meilleur joueur de la NBA ainsi que le trophée de meilleur joueur du All Star Game NBA 1963 à la suite de son match à 19 points et 24 rebonds pour l'équipe de la conférence Est. Les Celtics atteignent de nouveau la finale NBA où ils sont opposés aux Lakers de Los Angeles. Les Celtics remportent cette fois le titre en six rencontres.
Lors de la saison régulière 1963-1964, les Celtics établissent à nouveau un très bon bilan de 58 victoires pour 22 défaites. Russell y contribue avec 15 points et 24,7 rebonds par match, ce qui constitue son record en carrière. Il termine ainsi à la première place de ce classement des rebondeurs, devançant Chamberlain, ce qui prive celui-ci de la première place pour la première fois depuis son arrivée en NBA. La victoire quatre victoires à une en série face aux Royals de Cincinnati leur donne le droit de défendre leur titre face aux Warriors de San Francisco qui effectuent leur première dans la conférence Ouest. Russell et ses coéquipiers remportent la série 4 à 1. Avec six titres consécutifs, les Celtics deviennent la première franchise de sport professionnel américain à réaliser une telle performance,.
Son contrat arrivé à terme, Bill Russell en signe un nouveau le 28 août 1965 pour un montant de 100 001 dollars devenant ainsi le joueur le mieux payé de la ligue devant Chamberlain pour seulement un dollar de plus. La saison suivante, les Celtics battent leur propre record de victoires en saison régulière avec un total de 62. Avec 14,1 points et 24,1 rebonds, Russell remporte son deuxième titre consécutif de meilleur rebondeur de la NBA. Il est également élu pour la cinquième fois MVP de la saison régulière. Les Celtics accèdent de nouveau à la finale de conférence Est ; ils sont opposés aux 76ers de Philadelphie où joue Wilt Chamberlain depuis son retour à Philadelphie. L'affrontement entre les deux joueurs est de nouveau un élément majeur de la série : lors du troisième match, Russell réduit l'apport offensif de son adversaire durant les trois premiers quart-temps de la rencontre. Lors de la cinquième rencontre, Russell présente des statistiques de 28 rebonds, 10 contres, 7 passes et 6 balles volées. La victoire se décide lors de la septième et ultime rencontre : Russell perd la balle alors que les Celtics mènent de un point, 110 à 109 à cinq secondes du terme. Mais John Havlicek récupère le ballon qui aurait pu donner la victoire aux Sixers. Le classique Celtics-Lakers est de nouveau au programme de la finale NBA. Mais la franchise de Los Angeles, bien que menée par le duo Elgin Baylor, Jerry West n'offre qu'une faible résistance à Boston et s'incline en cinq manches.
L'année suivante, Russell, pour la première fois depuis sept saisons, ne franchit pas la barre des 23 rebonds en saison régulière. Il apporte encore 12,9 points et 22,8 rebonds à son équipe qui retrouvent les Sixers en finale de conférence Est. Chamberlain et ses coéquipiers échouent de nouveau sur le score de 4 à 1. Pour la cinquième fois, dont quatre en cinq saisons, la finale oppose les Lakers aux Celtics. Mais de nouveau, les Lakers doivent laisser la victoire à Boston, victoire obtenue lors du septième et dernier match de la série. Russell, malgré une blessure au pied, récolte 32 rebonds.

#### 1966-1969

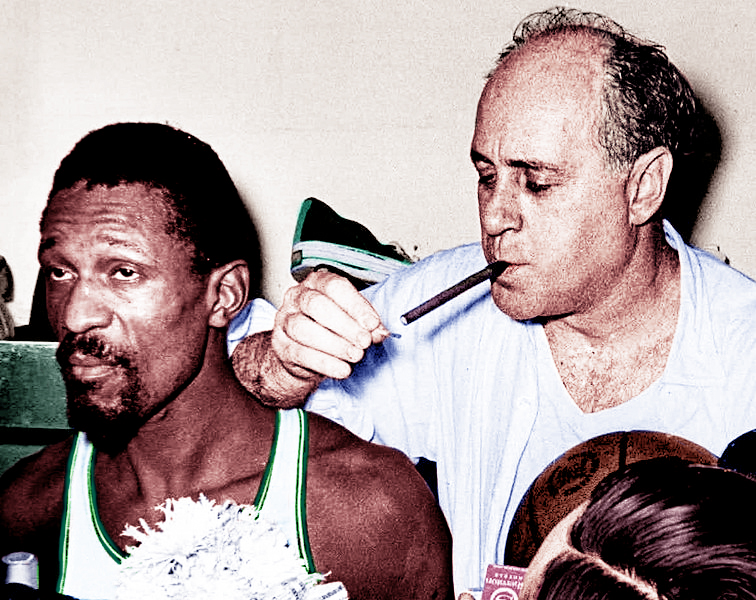
Bill Russell et son entraîneur Red Auerbach après avoir remporté les Finales NBA contre les Lakers de Los Angeles (1966).

À l'issue de la saison 1965-1966, Red Auerbach décide de se retirer de son poste d'entraîneur. Frank Ramsey, Bob Cousy et Tom Heinsohn, tous trois pressentis pour le remplacer, déclinent la proposition, mais Heinsohn conseille toutefois d'utiliser Russell comme joueur-entraîneur. Auerbach propose cette solution à son joueur qui accepte le poste : il devient ainsi le premier Afro-américain à devenir entraîneur principal d'une équipe NBA, mais aussi tous sports confondus, seuls deux ans après l’abolition des lois ségrégationnistes. Les Celtics terminent deuxièmes de la phase régulière, devancés par les 76ers de Philadelphie de Chamberlain, qui terminent avec 68 victoires pour 13 défaites, le meilleur bilan jamais réalisé jusqu'alors. Les deux équipes se rencontrent en finale de la conférence Est. La défense des Celtics est dépassée par l'attaque des Sixers qui remporte la série 4 à 1, dont une victoire 140 à 116 lors du cinquième et dernier match.
La saison suivante est de nouveau dominée par les Sixers. Les Celtics terminent la saison régulière avec un bilan de 54 victoires pour 28 défaites. Après avoir éliminé respectivement les Knickerbockers de New York et les Pistons de Détroit sur le même score de 4 à 2, les Sixers et les Celtics se retrouvent en finale de conférence. Celle-ci doit débuter le 5 avril mais la veille, un événement secoue l'Amérique : l'assassinat du docteur Martin Luther King. Celui-ci a un impact certain sur la rencontre, 8 des 10 joueurs entamant la rencontre étant afro-américains. Les Celtics remportent cette première rencontre sur le score de 127 à 118. En raison des événements, le deuxième match n'a lieu que cinq jours plus tard. Celui-ci voit la victoire des Sixers, qui remportent également les deux rencontres suivantes. La décision semble faite, d'autant qu'aucune équipe de NBA n'a jamais réussi à remonter un handicap de 3 à 1 pour triompher. Grâce à deux victoires 122-104 et 114-106, les Celtics égalisent et se rendent à Philadelphie pour le dernier match de la série. Russell par sa défense empêche Chamberlain d'exprimer tout son potentiel offensif, il ne lui laisse que deux tentatives de tirs en seconde période. À 97-95 pour les Celtics et 34 secondes à jouer, il devient décisif dans les derniers instants de la rencontre : il réussit un lancer franc, puis un contre et capte un rebond défensif pour offrir ensuite le tir décisif à son coéquipier Sam Jones. Les Celtics remportent la rencontre par 100 à 96. Ils retrouvent les Lakers en finale NBA, finale qu'ils remportent par 4 victoires à 2. Russell, malgré des statistiques en baisse, reste l'élément majeur de sa franchise : il capte encore 18,6 rebonds par match, ce qui le place au troisième rang de la ligue, 12,5 points et 4,6 passes.
Les événements extérieurs prennent une influence importante sur sa carrière sportive : l'assassinat de Martin Luther King puis celui de Robert Francis Kennedy en juin 1968, ainsi que le traitement de ce dernier, le conduisent à s'interroger sur la nation américaine. Il connaît également des problèmes personnels dans son couple. Son implication dans le basket-ball est donc moins importante, il manque ainsi quelques entraînements. Les Celtics terminent à la quatrième place de la conférence Est lors de la saison NBA 1968-1969 avec un bilan de 48 victoires pour 34 défaites. Pour le premier tour des playoffs, les Celtics affrontent les Sixers, désormais privés de Chamberlain qui a rejoint les Lakers après la défaite face à Boston l'année précédente. Russell et ses hommes remportent la série par 4 à 1 puis éliminent les New York Knicks en finale de conférence sur le score de 4 à 2. Pour la deuxième année consécutive, la finale oppose les Celtics aux Lakers, qui avec Elgin Baylor, Jerry West et désormais Wilt Chamberlain, font office de favoris, comme l'a prouvé leur saison en phase régulière, terminée sur un bilan de 55 victoires pour 27 défaites. Les Lakers remportent les deux premières rencontres, disputées à Los Angeles. Durant ces deux rencontres, Russell a interdit les prises à deux sur West, qui marque ainsi 53 puis 41 points,. Lors de la rencontre suivante, Russell change de stratégie et demande des prises à deux systématiques sur West : la victoire 111 à 105 ramène les Celtics à 2 à 1, puis à égalité grâce à Sam Jones qui marque le panier de la victoire à la sonnerie lors du quatrième match. De retour à Los Angeles, les Lakers reprennent l'avantage, victoire 117 à 104 avant que Boston n'égalise, 99 à 90. Le titre se joue donc à Los Angeles lors du septième match. À cinq minutes de la fin, la décision semble être faite : les Celtics mènent de 9 points, Jerry West boite en raison d'une blessure occasionnée lors du cinquième match, et Chamberlain est sur le banc, sur sa demande en raison d'une blessure au pied. Cependant, après un panier et quatre lancers de West, les Lakers recollent au score. Chamberlain demande à revenir sur le parquet mais son entraîneur l'ignore : il confiera ensuite qu'il avait voulu rester avec le cinq qui avait assuré le retour. Quelques minutes plus tard, Boston remporte le match sur le score de 108 à 106. Russell vient de remporter son onzième titre tandis que Jerry West se console avec le premier titre de MVP des finales. Il est aujourd'hui encore le seul dans l'histoire dans la NBA à être MVP tout en jouant dans l'équipe perdante.
Boston attend alors les Celtics pour fêter ses héros mais le joueur majeur est absent : Russell met un terme à sa carrière et rompt tout lien avec les Celtics. Même Red Auerbach n'a pas vu venir cette retraite : il a ainsi laissé passer la chance de recruter un pivot lors de la draft de la NBA. À Boston, les fans et les journalistes se sentent trahis parce que Russell a quitté les Celtics, laissant le club sans entraîneur et sans centre, et a vendu son histoire de départ à la retraite pour 10 000 dollars à Sports Illustrated. Russell est accusé de vendre l'avenir de la franchise pour un mois de son salaire.

### Après sa carrière de joueur

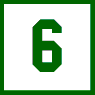
Son maillot, le no 6, est retiré au sein des Celtics de Boston en 1972.

Bill Russell, qui connaît des difficultés avec les médias, n'est pas présent lors des deux cérémonies organisées pour honorer sa carrière : la cérémonie du 12 mars 1972 au cours de laquelle son maillot, le no 6, est retiré par les Celtics, puis, en 1975, lorsqu'il est introduit en tant que joueur dans le Basket-ball Hall of Fame : « En 1975, j’ai refusé d’être le premier joueur noir à être introduit au Hall of Fame. J’estime que d’autres avant moi auraient dû avoir cet honneur. », comme Chuck Cooper, le premier basketteur afro-américain drafté en National Basketball Association (NBA), en 1950. Ce dernier ayant été intronisé en 2015, Bill Russell accepte de recevoir sa bague en 2019, 44 ans après sa nomination.
Par la suite, Bill Russell revient dans le monde du basket-ball et entraîne les SuperSonics de Seattle de 1973 à 1977. Bien qu'il ait conduit la franchise en playoffs pour la première fois de son histoire, son style de jeu basé sur la défense n'apporte pas les résultats escomptés : il présente un bilan mitigé de 162 victoires pour 166 défaites à son départ. Après une dizaine d'années d'absence, il fait son retour en NBA pour entraîner les Kings de Sacramento lors de la saison 1987-1988, mais son bilan est encore moins fructueux puisqu'il boucle la saison avec 41 défaites pour seulement 17 victoires.
Outre son manque de réussite en tant qu'entraîneur, Bill Russell rencontre également des difficultés financières. Il investit 250 000 dollars dans une plantation de caoutchouc au Liberia, où il désire passer sa retraite, mais la plantation fait faillite. Le même sort touche son restaurant de Boston appelé Slade, le laissant avec une dette de 90 000 dollars à rembourser. Par ailleurs, l'Internal Revenue Service (IRS) découvre que Bill Russell doit 34 430 dollars aux impôts et place sa maison en hypothèque. Il devient végétarien, pratique le golf et travaille un temps comme commentateur sportif, mais il est mal à l'aise dans ce milieu. Plus tard, il dira que « la télévision la plus réussie se fait en huit secondes de pensée, et les choses que je sais sur le basketball, la motivation et les gens vont plus loin que cela. »
En 2021, Bill Russell est introduit une seconde fois au Hall of Fame, au titre de sa carrière d'entraîneur. Entraîneur-joueur durant trois saisons aux Celtics de Boston, il remporte deux titres de champion. Bill Russell meurt le 31 juillet 2022 à Mercer Island, dans l’État de Washington, à l'âge de 88 ans,.
Le 11 août 2022, la NBA annonce qu'à compter de la saison 2023-2024, Russell deviendra le premier joueur dont le numéro sera retiré de toutes les franchises : plus aucun joueur de NBA ne pourra porter le numéro 6.

## Trophées et records

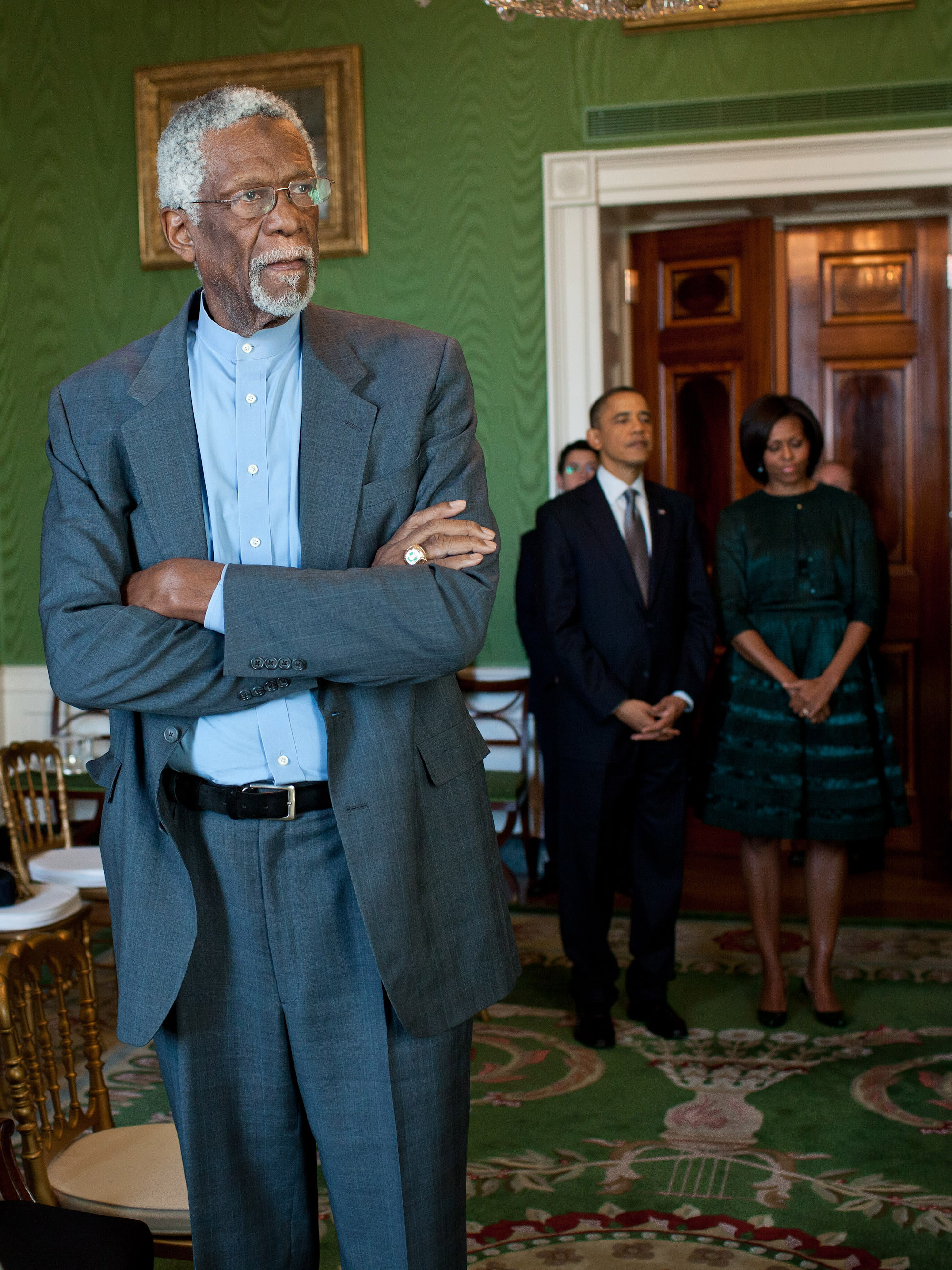
Bill Russell attendant dans la Green Room de la Maison-Blanche, avant de recevoir la médaille présidentielle de la Liberté (2011).

La ligne de présentation de l'article sur Bill Russell sur le site nba.com indique :

« Bill Russell a été la pierre angulaire de la dynastie des Celtics de Boston. »

Bill Russell forme avec Red Auerbach le duo clé de la réussite des Boston Celtics. Pendant les treize saisons qu'il passe sous le maillot des Celtics, il remporte onze titres, dont les deux derniers en tant qu'entraîneur-joueur. Il dispute une douzième finale en 1958 perdue contre les Hawks de Saint-Louis. Cette carrière d'entraîneur marque l'histoire des sports professionnels américain car il devient le premier Noir à devenir l'entraîneur en chef.
Russell est également l'un des rares joueurs à remporter de manière successive les titres universitaires de champion NCAA 1956 avec l'Université de San Francisco et le titre 1957 de la NBA avec les Celtics. Les autres basketteurs à avoir réalisé un tel doublé sont Henry Bibby (Bruins d'UCLA en 1972 et Knicks de New York en 1973), Magic Johnson (Spartans de Michigan State en 1979 et Lakers de Los Angeles en 1980) et Billy Thompson (Cardinals de Louisville en 1986 et Lakers de Los Angeles 1987).
À titre individuel, il réalise des performances marquantes dans l'histoire de la NBA : il devient ainsi le premier joueur à terminer une saison avec une moyenne de rebonds supérieure à 20. Sur les treize saisons de sa carrière, il réalise cette performance à dix reprises. Chamberlain le devance dans les bilans au nombre de rebonds captés en carrière (23 924 contre 21 620 pour Russell) et à la moyenne (22,9 contre 22,5). Il termine en tête de la ligue dans la catégorie des rebonds à cinq reprises : lors de ses trois premières saisons, avec 19,6 en 1957, 22,7 en 1958, 23,0 en 1959 puis 24,7 en 1964 et 24,1 en 1965. Russell détient la seconde performance sur un match avec 51 rebonds, seulement devancé par Chamberlain avec 55 prises. Russell détient toutefois la meilleure performance sur une mi-temps, 37 rebonds, établie lors d'une rencontre contre Philadelphie en 1957. Il est également en tête des bilans sur le nombre de rebonds captés lors d'une rencontre de finale : 40 contre les St. Louis Hawks le 29 mars 1960 puis le 18 avril 1962 contre les Lakers. Lors de cette dernière rencontre, lors de la série de 1962, il établit un autre record avec 19 rebonds dans un quart-temps. Enfin, il détient le record du nombre de rencontres de finale consécutives à 20 rebonds et plus (15 entre le 9 avril 1960 et le 16 avril 1963).
Sur le plan offensif, sa moyenne de points en carrière est de 15,6 points, avec un pourcentage de réussite peu élevé pour un joueur évoluant à ce poste. Sa moyenne de points est également due à un faible nombre de tentatives, 13,6 par rencontres : il n'était pas l'option offensive principale, Bob Cousy occupant ce rôle dans les années où ils évoluent ensemble. L'importance de Russell dans le système des Celtics le conduit à être le joueur à avoir le plus de temps jeu cumulé sur une saison lors des saisons 1958-1959 avec 2 979 minutes – et le plus grand temps de jeu par match avec une moyenne de 42,6 minutes – et en 1964-1965 avec 3 466 minutes.
Ses qualités de grand défenseur sont reconnues en 1969 pour sa dernière saison lorsqu'il est nommé dans le premier cinq défensif de la ligue, distinction qui est attribuée en NBA pour la première fois cette saison-là.
Russell est considéré comme l’un des plus grands joueurs de l’histoire de la NBA. Ainsi, en 2003, il est nommé quatrième meilleur joueur de NBA, derrière Michael Jordan, Wilt Chamberlain et Oscar Robertson. Seul Kareem Abdul-Jabbar, avec six trophées, le devance au nombre de NBA Most Valuable Player : comme Jordan, il a été élu à cinq reprises, en 1958, 1961, 1962, 1963, et 1965. En revanche, il est avec Chamberlain et Bird, l'un des trois seuls joueurs à avoir reçu ce titre trois années consécutives. Il présente toutefois la caractéristique d'avoir été nommé MVP sans être désigné dans le meilleur cinq de la NBA, et ce à trois reprises en 1958, 1961 et 1962. Seul Dave Cowens, autre pivot des Celtics, connait la même situation dans l'histoire de la NBA lors de la saison 1972-1973. Il est élu à trois reprises dans la All-NBA Team, meilleur cinq, en 1959, 1963, et 1965, et huit fois dans le second cinq en 1958, 1960, 1961, 1962, 1964, 1966, et en 1968. Durant sa carrière, il n’apparaît pas dans les deux premières équipes de NBA uniquement en 1957 et 1969, lors de sa première et dernière saison en NBA. Il a également participé à 12 NBA All-Star Game, de 1958 à 1969. Lors de l'édition de 1963, il est désigné All-Star Game Most Valuable Player Award.
En 2009, il est honoré par la NBA qui décide de donner le nom de « Bill Russell NBA Finals Most Valuable Player Award » au titre de meilleur joueur des finales. En tant que joueur, il n’aura jamais remporté ce trophée : le premier vainqueur est Jerry West, lors du dernier titre de Russell.
En 1968, il est nommé Sportif de l'année par le magazine américain Sports Illustrated. En 1975, il est introduit au Naismith Memorial Basketball Hall of Fame. La même année, son maillot, le no 6, est retiré par les Boston Celtics. Il figure également parmi les Meilleurs joueurs du cinquantenaire de la NBA en 1996. Il est désigné en quatrième position du classement des meilleurs joueurs de tous les temps par Slam en 2003. Lors d'une nouvelle édition de ce classement, en 2010, il se positionne à la troisième place : son statut est réévalué, occupant la place de Oscar Robertson qui lui passe en cinquième position. Le 16 février 2011, il est décoré de la médaille présidentielle de la Liberté (Presidential Medal of Freedom) par Barack Obama : il s'agit de la plus haute distinction civile. Il est la 19e personnalité du sport, dont Mohammed Ali, Joe DiMaggio, Arthur Ashe, Jesse Owens, et le premier joueur de NBA à la recevoir.

## Rivalité avec Chamberlain

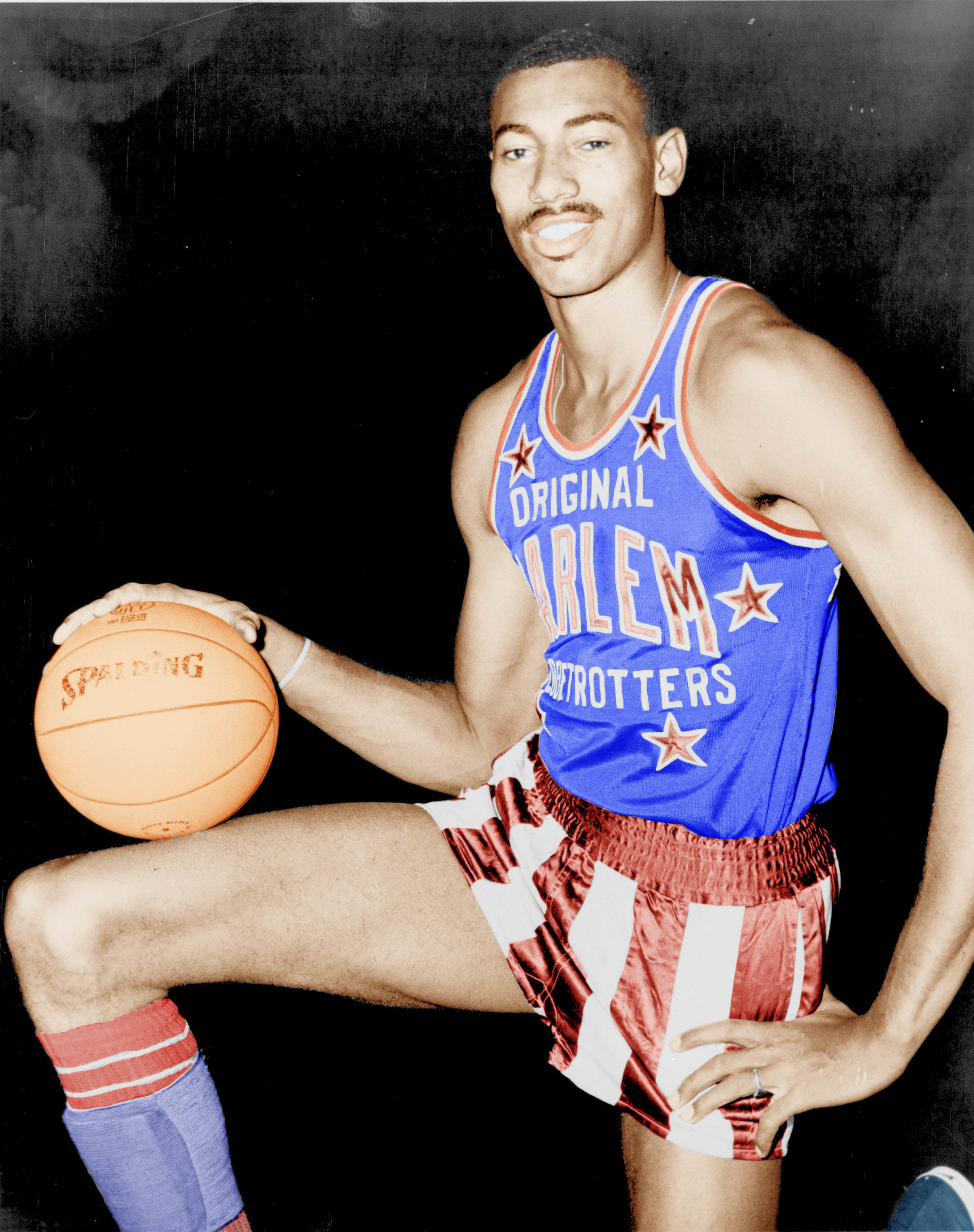
Wilt Chamberlain sous les couleurs des Globetrotters de Harlem (1959).

De 1959 à 1969, la carrière de Bill Russell est marquée par sa rivalité avec Wilt Chamberlain. Leur duel oppose le meilleur pivot défenseur au meilleur pivot scoreur de l'époque et devient une des plus grandes rivalités de l'histoire du basket-ball.
En 2005, elle inspire notamment au journaliste sportif John Taylor le livre The Rivalry. Cette rivalité est accentuée par le fait que, à cette époque, la National Basketball Association (NBA) est composée d'un plus petit nombre de franchises qu'aujourd'hui, passant de huit à quatorze durant la période où les deux joueurs évoluent ensemble. De fait, les deux joueurs se rencontrent très souvent : au total ils se font face dans 142 rencontres de saison régulière, six séries en Conférence Est et deux séries de finales NBA. Les Celtics de Boston remportent 91 de ces rencontres, contre 60 pour les franchises où évoluent Wilt Chamberlain.
En playoffs, le bilan est à l'avantage de Bill Russell avec 29 victoires contre 19 défaites. Par comparaison, Larry Bird et Magic Johnson se rencontrent 37 fois sur l'ensemble de leur carrière. Les statistiques individuelles sont par contre en faveur de Wilt Chamberlain : durant les rencontres les opposant, les moyennes de celui-ci sont de 25,7 points et 28 rebonds contre 14,9 points et 24,7 pour son rival. Le meilleur total de points de Wilt Chamberlain contre Bill Russell est de 62, contre 37 pour celui-ci. De plus, il inscrit 50 points ou plus à sept reprises dans des rencontres les opposant. Il établit son record de rebonds captés face à Bill Russell le 24 novembre 1960 avec 55 prises lors de la défaite de son équipe 129 à 132 ; cette performance devient le nouveau record de la NBA, dépassant la précédente marque de 51 établie par Bill Russell. Cela se traduit sur des aspects financiers : en 1965, lorsque Wilt Chamberlain rejoint les Warriors de San Francisco pour un contrat de 100 000 dollars, le contrat de Bill Russell avec les Celtics de Boston est aussitôt réévalué à 100 001 dollars.
En revanche, ces deux joueurs ne se considèrent pas comme des rivaux. Bill Russell explique : « Nous étions en compétition. Dans une rivalité, l'un est le vainqueur, l'autre le vaincu. Aucun de nous n'a jamais été vaincu »,. Les deux joueurs sont amis et se fréquentent régulièrement. À la mort de Wilt Chamberlain en 1999, selon les désirs de celui-ci, Bill Russell est la deuxième personne contactée par son neveu.

## Vie personnelle et personnalité
Bill Russell a été marié à quatre reprises. Sa première épouse est Rose Swisher qu'il rencontre à l'université. Ils se marient le 9 décembre 1956 et divorcent en 1973. Ensemble, ils ont trois enfants, William Jr, Karen Kenyatta (née en 1962, avocate et journaliste) et Jacob. En 1977, il épouse Dorothy Anstett, surnommée  Didi, ancienne Miss USA 1968, avec qui il reste marié jusqu’en 1980. Il s'unit avec Marilyn Nault, sa troisième épouse, en 1996 et vit avec elle jusqu’à son décès d'un cancer en janvier 2009. En 2022, au moment de sa mort, il est marié à une femme nommée Jeannine.

### Un caractère atypique
Son coéquipier Tom Heinsohn dit de Bill Russell qu'il « a un besoin névrotique de gagner ». Il est tellement tendu avant chaque match qu'il vomit régulièrement dans les vestiaires ; cela arrive si souvent que ses coéquipiers des Celtics de Boston s'inquiètent quand cela n'arrive pas. Il est aussi connu pour son autorité naturelle. Quand il devient entraîneur-joueur en 1967, Bill Russell déclare sans ambages à ses coéquipiers qu'« il a l'intention de couper tous les liens personnels avec d'autres joueurs », et de façon transparente fait la transition de leurs pairs à leur supérieur.
Pour ses coéquipiers et amis, Bill Russell est ouvert et amical, mais il est extrêmement méfiant et froid avec les autres. Les journalistes sont souvent accueillis avec un « regard froidement méprisant accompagné d'un long silence ». Bill Russell est aussi célèbre pour son refus de donner des autographes ou même de saluer les fans des Celtics de Boston, ce qui lui vaut d'être appelé « l'athlète le plus égoïste, hargneux et le moins coopératif » par les experts.

### Image publique marquée par les violences racistes

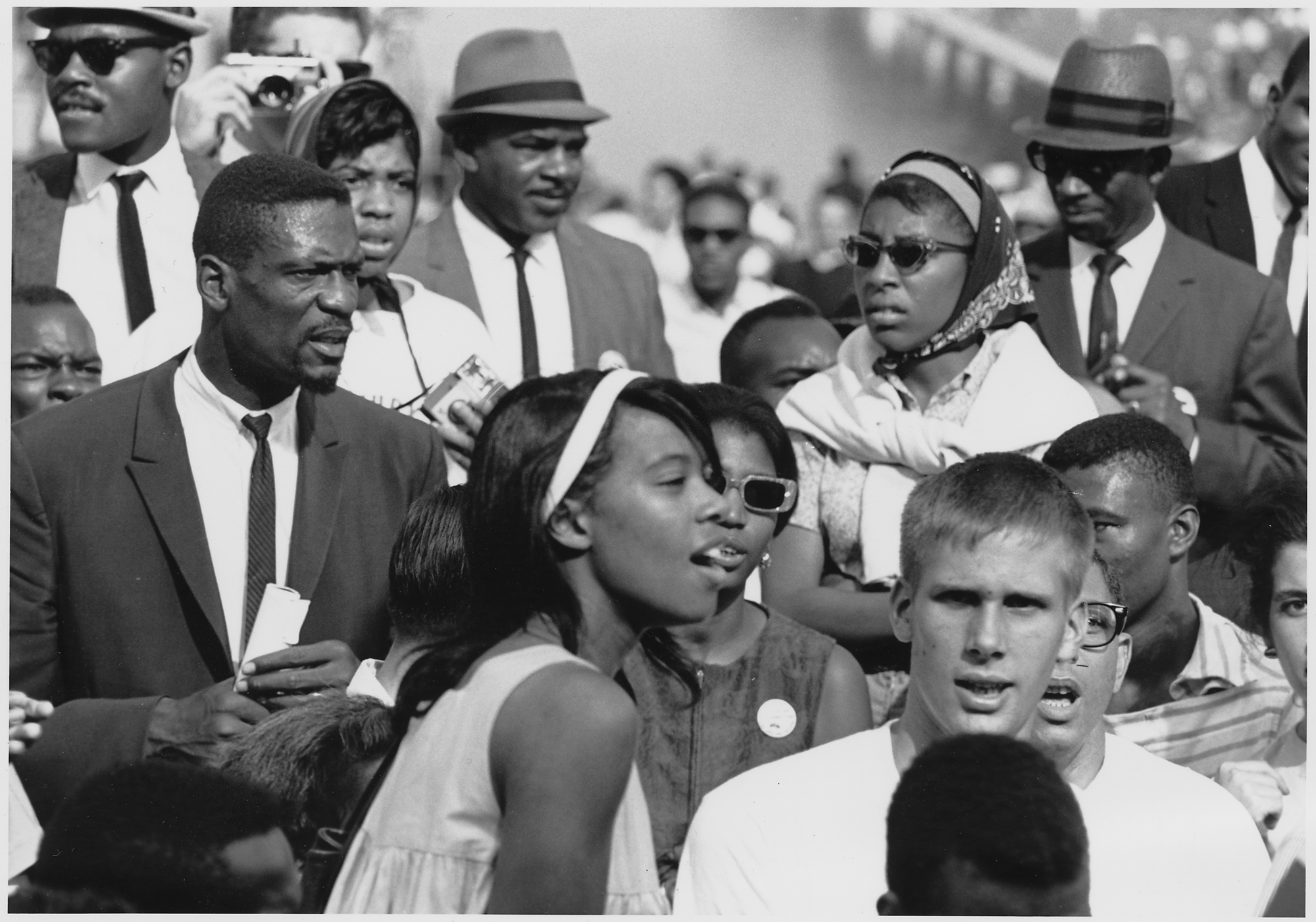
Bill Russell à la Marche sur Washington pour l'emploi et la liberté de Washington (1963).

La vie de Bill Russell est marquée par une bataille difficile contre le racisme. Ses actions et ses déclarations controversées en réponse au racisme ont été souvent mal perçues. Enfant, le jeune Bill Russell voit comment ses parents sont victimes d'abus racial, ce qui les conduit finalement à déménager. Quand plus tard il devient joueur amateur de basket-ball à l'université de San Francisco (USF), Bill Russell et ses collègues africains et noirs américains sont régulièrement hués par des étudiants blancs. Même après être devenu une star des Celtics de Boston, Bill Russell est victime d'injures racistes. Avant la saison 1961-1962, il refuse de jouer dans un match d'exhibition à Lexington, au Kentucky, lorsque lui et ses coéquipiers noirs se voient refuser un service dans un restaurant local.
Bill Russell est extrêmement sensible à tous les préjugés raciaux. Il est actif dans le mouvement du Black Power et appuie, avec entre autres Kareem Abdul-Jabbar, la décision de Mohamed Ali de refuser d'être incorporé dans l'armée. Il est souvent appelé « Felton X », en référence à la tradition de la Nation of Islam de remplacer le nom de famille des esclaves venant d'Europe par un « X ». Ses déclarations publiques deviennent de plus en plus militantes, comme lors d'une entrevue en 1963 avec Sports Illustrated, où il déclare : « Je n'aime pas la plupart des gens blancs, parce que ce sont des gens... J'aime la plupart des Noirs parce que je suis noir. » Cependant, lorsque son coéquipier blanc des Celtics de Boston Frank Ramsey lui demande s'il le hait, Bill Russell prétend que ses propos ont été mal interprétés, mais peu y croient.
En outre, le journaliste John Taylor remarque que Bill Russell oublie que sa carrière a été rendue possible parce que des personnes blanches ont été des anti-racistes, à savoir son entraîneur de l'école secondaire, George Powles, qui l'a encouragé à jouer au basket-ball, son entraîneur du collège, Phil Woolpert, qui le fait intégrer l'USF et les Dons de San Francisco, l'entraîneur des Celtics de Boston, Red Auerbach, qui est universellement considéré comme un pionnier anti-raciste et fait de lui le premier entraîneur noir de National Basketball Association (NBA), et le propriétaire des Celtics de Boston, Walter Brown, qui lui donne un contrat de débutant très élevé de 24 000 dollars, soit seulement 1 000 dollars de moins que le vétéran Bob Cousy au sommet de sa carrière.
Néanmoins, en raison de la haine raciale répétée dont il est la cible, Bill Russell refuse de répondre aux acclamations du public ou à l'amitié de ses voisins, pensant que ces manifestations sont hypocrites. Il décide que le monde ne lui ayant rien donné, il ne donnerait rien au monde en retour. Cette attitude contribue à son image de mauvaise humeur notoire avec les fans et les journalistes. Il se met à dos les fans des Celtics de Boston en déclarant : « Tu dois au public la même chose qu'il te doit : rien ! Je me refuse à sourire et être gentil avec les gosses ». Cela se fait ressentir dans l'opinion que certains d'entre eux ont de Bill Russell : le joueur le mieux payé des Celtics de Boston est considéré comme égoïste, paranoïaque et hypocrite, et même le Federal Bureau of Investigation (FBI) le décrit comme « un arrogant nègre qui ne sait pas signer des autographes pour les enfants blancs ». L'atmosphère déjà hostile entre Bill Russell et la ville de Boston atteint son apogée lorsque des vandales font irruption dans sa maison, couvrent les murs de graffitis à caractère raciste, endommagent ses trophées et défèquent dans les lits. En réponse, Bill Russell décrit Boston comme « un marché aux puces du racisme » et il rajoute « Je suis un Celtic, pas un BOSTON Celtic ». Après sa retraite, il décrit la presse de Boston comme corrompue et raciste. En réponse, le journaliste Larry Claflin du journal Boston Sports, affirme que Bill Russell lui-même est un réel raciste. En dépit de son refus de signer des autographes, il accepte de signer un contrat de 250 000 dollars pour 5 000 pièces de souvenirs.
Bien que Bill Russell ait une rancœur ancienne envers la ville, il y a un début de réconciliation depuis le début des années 2000 et il vient même régulièrement ces dernières années en ville, chose qu'il n'a jamais faite dans les années qui suivent sa retraite. Lorsque Bill Russell arrête sa carrière, il exige que son maillot soit immédiatement retiré mais n'assiste pas à la cérémonie lorsqu'elle a lieu,. Le 6 mai 1999, le maillot des Celtics de Boston de Bill Russell est à nouveau retiré lors d'une cérémonie en présence de son rival sur le terrain mais ami dans la vie, Wilt Chamberlain, avec la légende des Celtics de Boston, Larry Bird, et Kareem Abdul-Jabbar. La foule fait une ovation prolongée debout à Bill Russell, qui en a les larmes aux yeux. Bill Russell est visiblement touché. Il remercie Wilt Chamberlain pour l'avoir poussé à la limite et de faire de lui un meilleur joueur (MVP).

## Statistiques
gras = ses meilleures performances

### Universitaires
Statistiques en université de Bill Russell
| Saison    | Équipe        | Matchs | % Tir | % LF | Rbds/m. | Pts/m. |
| --------- | ------------- | ------ | ----- | ---- | ------- | ------ |
| 1953-1954 | San Francisco | 21     | 48,5  | 55,2 | 19,2    | 19,9   |
| 1954-1955 | San Francisco | 29     | 54,1  | 59,0 | 20,5    | 21,4   |
| 1955-1956 | San Francisco | 29     | 51,3  | 49,5 | 21,0    | 20,6   |
| Carrière  | Carrière      | 79     | 51,6  | 55,0 | 20,3    | 20,7   |

### Professionnelles

#### Saison régulière
Légende :
| Champion NBA | MVP de la saison | Meilleur joueur de cette catégorie statistique de la saison |

gras = ses meilleures performances
Statistiques en saison régulière de Bill Russell
| Saison        | Équipe        | Matchs | Min./m | % Tir | % LF | Rbds/m. | Pass/m. | Pts/m. |
| ------------- | ------------- | ------ | ------ | ----- | ---- | ------- | ------- | ------ |
| 1956-1957     | Boston        | 48     | 35,3   | 42,7  | 49,2 | 19,6    | 1,8     | 14,7   |
| 1957-1958     | Boston        | 69     | 38,3   | 44,2  | 51,9 | 22,7    | 2,9     | 16,6   |
| 1958-1959     | Boston        | 70     | 42,6   | 45,7  | 59,8 | 23,0    | 3,2     | 16,7   |
| 1959-1960     | Boston        | 74     | 42,5   | 46,7  | 61,2 | 24,0    | 3,7     | 18,2   |
| 1960-1961     | Boston        | 78     | 44,3   | 42,6  | 55,0 | 23,9    | 3,4     | 16,9   |
| 1961-1962     | Boston        | 76     | 45,2   | 45,7  | 59,5 | 23,6    | 4,5     | 18,9   |
| 1962-1963     | Boston        | 78     | 44,9   | 43,2  | 55,5 | 23,6    | 4,5     | 16,8   |
| 1963-1964     | Boston        | 78     | 44,6   | 43,3  | 55,0 | 24,7    | 4,7     | 15,0   |
| 1964-1965     | Boston        | 78     | 44,4   | 43,8  | 57,3 | 24,1    | 5,3     | 14,1   |
| 1965-1966     | Boston        | 78     | 43,4   | 41,5  | 55,1 | 22,8    | 4,8     | 12,9   |
| 1966-1967     | Boston        | 81     | 40,7   | 45,4  | 61,0 | 21,0    | 5,8     | 13,3   |
| 1967-1968     | Boston        | 78     | 37,9   | 42,5  | 53,7 | 18,6    | 4,6     | 12,5   |
| 1968-1969     | Boston        | 77     | 42,7   | 43,3  | 52,6 | 19,3    | 4,9     | 9,9    |
| Carrière      | Carrière      | 963    | 42,3   | 44,0  | 56,1 | 22,5    | 4,3     | 15,1   |
| All-Star Game | All-Star Game | 12     | 28,6   | 45,9  | 52,9 | 11,6    | 3,3     | 10,0   |

#### Playoffs
Légende :
| Champion NBA | Meilleur joueur de cette catégorie statistique de la saison |

Statistiques en playoffs de Bill Russell
| Saison   | Équipe   | Matchs | Min./m | % Tir | % LF | Rbds/m. | Pass/m. | Pts/m. |
| -------- | -------- | ------ | ------ | ----- | ---- | ------- | ------- | ------ |
| 1957     | Boston   | 10     | 40,9   | 36,5  | 50,8 | 24,4    | 4,1     | 13,9   |
| 1958     | Boston   | 9      | 39,4   | 36,1  | 60,6 | 24,6    | 2,7     | 15,1   |
| 1959     | Boston   | 11     | 45,1   | 40,9  | 61,2 | 27,7    | 3,6     | 15,5   |
| 1960     | Boston   | 13     | 44,0   | 45,6  | 70,7 | 25,8    | 2,9     | 18,5   |
| 1961     | Boston   | 10     | 46,2   | 42,7  | 52,3 | 29,9    | 4,8     | 19,1   |
| 1962     | Boston   | 14     | 48,0   | 45,8  | 72,6 | 26,4    | 5,0     | 22,4   |
| 1963     | Boston   | 13     | 47,5   | 45,3  | 66,1 | 25,1    | 5,1     | 20,3   |
| 1964     | Boston   | 10     | 45,1   | 35,6  | 55,2 | 27,2    | 4,4     | 13,1   |
| 1965     | Boston   | 12     | 46,8   | 52,7  | 52,6 | 25,2    | 6,3     | 16,5   |
| 1966     | Boston   | 17     | 47,9   | 47,5  | 61,8 | 25,2    | 5,0     | 19,1   |
| 1967     | Boston   | 9      | 43,3   | 36,0  | 63,5 | 22,0    | 5,6     | 10,6   |
| 1968     | Boston   | 19     | 45,7   | 40,9  | 58,5 | 22,8    | 5,2     | 14,4   |
| 1969     | Boston   | 18     | 46,1   | 42,3  | 50,6 | 20,5    | 5,4     | 10,8   |
| Carrière | Carrière | 165    | 45,4   | 43,0  | 60,3 | 24,9    | 4,7     | 16,2   |

### Comme entraîneur
| Champion NBA | Participation en playoffs |

| Équipe     | Année     | Saison Régulière | Saison Régulière | Saison Régulière | Saison Régulière | Playoffs  | Playoffs | Playoffs   | Playoffs                  |
| Équipe     | Année     | Victoires        | Défaites         | % victoire       | Classement       | Victoires | Défaites | % victoire | Résultat                  |
| ---------- | --------- | ---------------- | ---------------- | ---------------- | ---------------- | --------- | -------- | ---------- | ------------------------- |
| Boston     | 1966-1967 | 60               | 21               | 67,1 %           | 2e Est           | 4         | 5        | 44,4 %     | Finale de division        |
| Boston     | 1967-1968 | 54               | 28               | 65,9 %           | 2e Est           | 12        | 7        | 63,2 %     | Champion NBA              |
| Boston     | 1968-1969 | 48               | 24               | 58,5 %           | 4e Est           | 12        | 6        | 66,7 %     | Champion NBA              |
| Seattle    | 1973-1974 | 36               | 46               | 43,9 %           | 6e Ouest         | -         | -        | -          | Non qualifié              |
| Seattle    | 1974-1975 | 43               | 39               | 52,4 %           | 4e Ouest         | 4         | 5        | 44,4 %     | Demi-finale de conférence |
| Seattle    | 1975-1976 | 43               | 39               | 52,4 %           | 3e Ouest         | 2         | 4        | 33,3 %     | Demi-finale de conférence |
| Seattle    | 1976-1977 | 40               | 42               | 48,8 %           | 7e Ouest         | -         | -        | -          | Non qualifié              |
| Sacramento | 1987-1988 | 17               | 41               | 29,3 %           | licencié         | -         | -        | -          | -                         |
| Total      | Total     | 341              | 290              | 54 %             | -                | 34        | 27       | 55,7 %     | -                         |

## Records sur une rencontre
Les records personnels de Bill Russel en NBA sont les suivants :
| Record de la franchise |

| Type de statistique    | Saison régulière | Saison régulière         | Saison régulière | Playoffs | Playoffs              | Playoffs      |
| Type de statistique    | Record           | Adversaire               | Date             | Record   | Adversaire            | Date          |
| ---------------------- | ---------------- | ------------------------ | ---------------- | -------- | --------------------- | ------------- |
| Points                 | 37               | 2 fois                   | 2 fois           | 32       | Lakers de Los Angeles | 24 avril 1966 |
| Paniers marqués        | 17               | 2 fois                   | 2 fois           | 13       | Lakers de Los Angeles | 24 avril 1966 |
| Paniers tentés         | 34               | Warriors de Philadelphie | 5 mars 1961      | 26       | 3 fois                | 3 fois        |
| Lancers francs réussis | 14               | 2 fois                   | 2 fois           | 14       | Celtics de Boston     | 18 avril 1962 |
| Lancers francs tentés  | 19               | 2 fois                   | 2 fois           | 19       | 2 fois                | 2 fois        |
| Rebonds totaux         | 51               | Nationals de Syracuse    | 5 février 1960   | 40       | 3 fois                | 3 fois        |
| Passes décisives       | 13               | 3 fois                   | 3 fois           | 13       | Lakers de Los Angeles | 25 avril 1969 |
| Minutes jouées         | 55               | Pistons de Détroit       | 17 novembre 1959 | 54       | Hawks de Saint-Louis  | 13 avril 1957 |

## Pour approfondir